# Waynesville (Carolina del Nord)
Waynesville è una città degli Stati Uniti d'America situata nella Carolina del Nord, nella Contea di Haywood, della quale è anche il capoluogo.